# Julio Llamazares
Julio Llamazares, född 1955, är en spansk författare. Han är utbildad jurist, men började istället arbeta som journalist. Hans första verk var poesin La lentitud de los bueyes som först publicerades 1979 och La memoría de la nieve 1982. "Vargmåne" från 1985 är hans första roman. Hans andra roman heter "Det gula regnet" och utkom 1988. Hans stil kännetecknas som lyrisk och natur- och historiemedveten. Hans romaner beskriver ofta det spanska inbördeskriget.